# Auze (affluent de la Dordogne)
Pour les articles homonymes, voir Auze.
L'Auze est une rivière française du Massif central dont le cours est intégralement situé dans le département du Cantal, en région Auvergne-Rhône-Alpes.

## Géographie
L'Auze prend sa source vers 1 195 mètres d’altitude, dans les monts du Cantal en limite des communes d'Anglards-de-Salers et de Saint-Bonnet-de-Salers, près du lieu-dit Fontanet, un kilomètre au nord-ouest et en contrebas du puy de l'Agneau (1 322 m), et à environ deux kilomètres du col de Néronne.
Elle passe sous la route départementale (RD) 22 au Pont d'Auze, un kilomètre au sud-est du bourg d'Anglards-de-Salers puis successivement, cinq kilomètres plus loin, sous l'ancienne ligne ferroviaire Aurillac-Mauriac puis sous la RD 922. Une cinquantaine de mètres en aval, elle chute d'une hauteur de 30 mètres à la cascade de Salins qui marque le passage de son cours supérieur, sur roches volcaniques, vers son cours inférieur, sur roches schisteuses ravinées. Quelques centaines de mètres plus loin, le Monzola qui la grossit en rive gauche draine le plateau de Salers. Elle est ensuite franchie par la RD 38, commence à entrer dans des gorges puis reçoit son principal affluent, la Sionne sur sa gauche. Elle passe sous la RD 681, puis son cours est arrêté au barrage des Esprats qui alimente en eau la retenue du barrage de l'Aigle par une conduite souterraine longue de quatre kilomètres. L'Auze est ensuite franchie par la RD 678 au pont du Pestre. Elle reçoit sur sa droite le ruisseau de Piallevedel, puis passe sous la RD 105.
En aval du lieu-dit le Moulin d'Auze, elle rejoint la Dordogne dans la retenue du barrage du Chastang, à 264 m d'altitude, trois kilomètres au sud-ouest du bourg de Chalvignac, et autant en aval du barrage de l'Aigle, face à la commune de Soursac (département de la Corrèze, en région Nouvelle-Aquitaine).
Dans sa partie aval et sur plus de vingt kilomètres, ses gorges sauvages, hautes de 100 à 300 mètres, sont d'accès difficile, surtout à proximité de l'église de Brageac, où elles peuvent être impénétrables.
Son cours est long de 44,2 km  pour un bassin versant de 196 km2.

## Histoire
Au XIIe siècle, Étienne d'Obazine et les moines cisterciens de l'abbaye d'Aubazine, fondent un petit prieuré auvergnat, dans la vallée de l'Auze, au lieu-dit lo Pestre, dans le hameau de Doumis bas, aujourd'hui sur la commune de Pleaux, dans l'enclave de Tourniac.
Le lieu se trouvant trop peu propice à la vie monastique, il est choisi de transférer l'abbaye naissante à Auriac. Le premier abbé en est  Bégon d'Escorailles.

### Affluents
Parmi les vingt affluents répertoriés par le Sandre, les trois plus longs sont le Monzola en rive gauche, un ruisseau de 10,7 km, la Sionne, également en rive gauche avec 15,1 km et le ruisseau de Piallevedel, 9,2 km en rive droite.

### Hydrographie
La station hydrologique d'Ally (Pont-d'Auze) a fonctionné pendant 23 ans entre 1946 et 1968. À cet endroit, le bassin versant représente 112 km2, soit 57 % de la totalité du bassin.
Le module s'établissait alors à 3,23 m3/s, avec une période de hautes eaux caractérisée par un débit mensuel moyen évoluant dans une fourchette de 2,90 à 5,93 m3/s, de novembre à mai inclus (avec un maximum en décembre). La période des basses eaux a lieu de juillet à septembre, avec un minimum de 0,515 m3/s en juillet.
Sur cette période, le débit journalier maximal enregistré a été de 56 m3/s le 25 décembre 1968.
À cet endroit, l'Auze est un cours d'eau très abondant. La lame d'eau écoulée dans son bassin versant (912 millimètres annuellement) est près de trois fois supérieur à la moyenne de la France entière tous bassins confondus (320 millimètres).

### Communes et département traversés
À l'intérieur du seul département du Cantal, l'Auze arrose onze communes,, soit d'amont vers l'aval :
- Saint-Bonnet-de-Salers (source)
- Anglards-de-Salers (source)
- Salins
- Drugeac
- Le Vigean
- Ally
- Escorailles
- Mauriac
- Brageac
- Chalvignac (confluence)
- Pleaux : enclave de Tourniac (confluence)

## Monuments ou sites remarquables à proximité

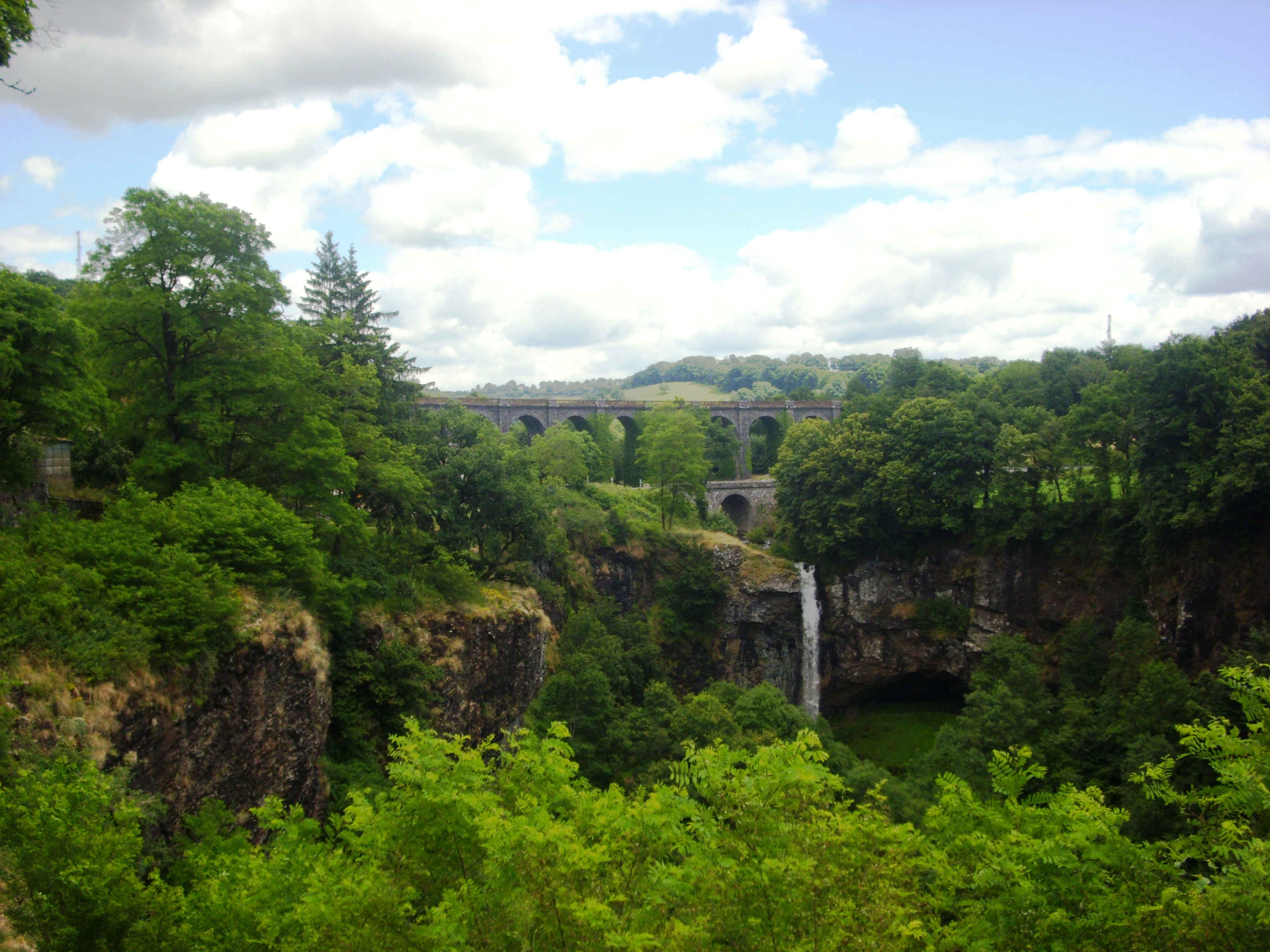
La cascade en contrebas du viaduc de Salins.

- À Anglards-de-Salers, l'église Saint-Thyrse des XIIe et XVe siècles[9] et le château de la Trémolière des XVe et XVIIIe siècles[10].
- L'église romane Saint-Bonnet à Saint-Bonnet-de-Salers[11].
- À Salins, la cascade de Salins, en contrebas du viaduc ferroviaire, le château  de Mazerolles et son pigeonnier[12] et l'église romane Saint-Pantaléon[13].
- À Escorailles, les fortifications de la Trizague, vestiges d'une enceinte datant du haut Moyen Âge[14] et le musée de la Maison de la paille et du grain[15].
- L'église Saint-Thibaud de Brageac[16] et le proche belvédère qui donne sur les gorges.